# Шенкенберг, Маркус
Маркус Лодевик Шенкенберг ван Мироп (швед. Marcus Lodewijk Schenkenberg van Mierop, известный как Маркус Шенкенберг, 4 августа 1968 года) — шведский актёр, фотомодель и шоумен.

## Биография
Шенкенберг родился в Стокгольме 4 августа 1968 года в голландской семье. Его карьера в модельном бизнесе началась в 1989 году, когда его обнаружил фотограф Барри Кинг на одном из пляжей в Лос-Анджелесе. Маркус стал наиболее известен по рекламам Calvin Klein, Versace и Iceberg. Он сотрудничал с модельными агентствами Storm Model Management в Лондоне, Wilhelmina Models и Ford Models в Нью-Йорке и Success Models в Париже.
Помимо карьеры в модельном бизнесе Маркус с середины 1990-х годов стал появляться в кино, снявшись в дальнейшем в таких фильмах, как «Принц Вэлиант» (1997), «Современный разговор» (1999), «Заложник» (1999), «Суетный обед» (2000), «Отличная женщина» (2008) и некоторых других. На телевидении Маркус появился в сериалах «V.I.P.», «Одна жизнь, чтобы жить» и «Блондинка в книжной лавке». Он также является ведущим футбольной программы на телевидении Италии.
Маркус состоит в организации Люди за этичное обращение с животными. Там он познакомился с Памелой Андерсон, с которой у него некоторое время был роман.
Сотрудничает с компанией «LR health & beauty system», выпустил свои линейки парфюмерии и ухода за телом.